# トニー・カスカリーノ
アンソニー・ガイ "トニー"・カスカリーノ（Anthony Guy "Tony" Cascarino, 1962年9月1日 - ）は、イングランド・ケント州セント・ポールズ・クレイ出身の元サッカー選手、元アイルランド代表。現役時代のポジションはセンターフォワード。
現役時代は、イングランドとフランスの様々なクラブに在籍し、アイルランド代表としては1990年、1994年のFIFAワールドカップ2回とUEFA欧州選手権1988に出場した。現役引退後は、ラジオ局のTalksportに加え、タイムズとアイルランドのHot Pressで執筆し、イングランドのSky Sports、アイルランドのTV3とToday FMでも働いた。また、アイルランド放送協会によるリアリティ番組Celebrity Bainisteoirで優勝した。

## 経歴

### クラブ

#### イングランド

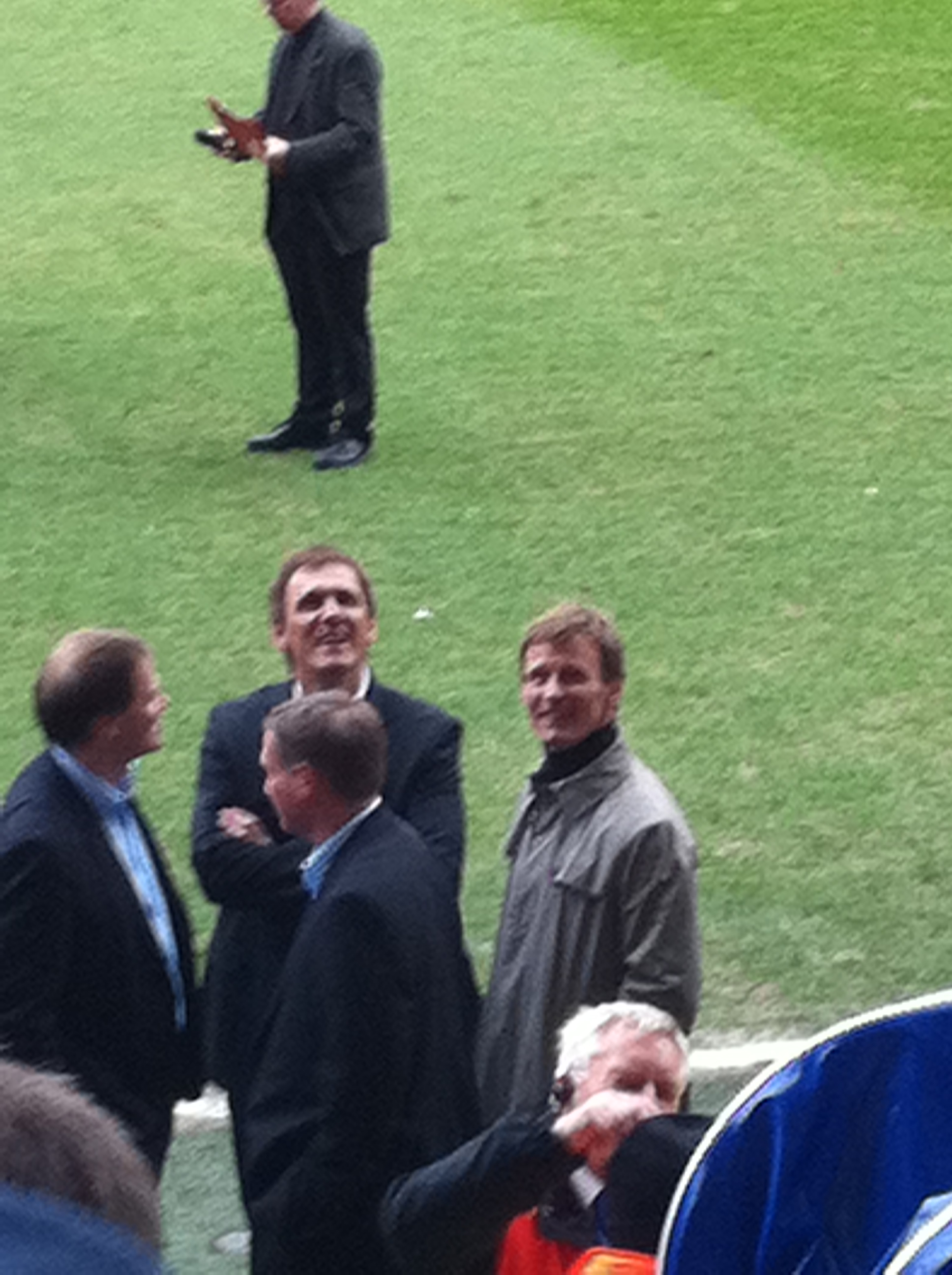
3季在籍したミルウォールFCでコンビを組んでいたカスカリーノとテディ・シェリンガム

イギリス人の母親とスコットランドのエディンバラ出身の父（父方の祖父母はイタリア人）の下で生まれたカスカリーノは、プロサッカー選手としてのキャリアを開始する前は、地域リーグのクロッケンヒルFCで活動しながら、美容師や建設現場で生計を立てていた。1982年1月に入団した3部のジリンガムFCでは、翌月の敵地でのバーンリーFC戦において初出場、出場3試合目となった本拠地でのウィンブルドンFC戦 (1-6) において初得点を挙げると、初のフルシーズンとなった翌1982-83シーズンでの19得点を皮切りに、15得点 (1983-84) 、20得点 (1984-85) 、21得点 (1985-86) と安定して得点を量産し、1986-87シーズンはサンダーランドAFCとのプレーオフ準決勝第1戦でのハットトリックを含む30得点を挙げており、退団までに公式戦で110得点を記録した。また、現役中の活躍から、2009年にファン投票によって選定されるクラブの殿堂入りを果たした。
1987年6月、少年時代から応援するミルウォールFCとクラブ最高記録となる移籍金22万5000ポンドで合意する。ミルウォールでは、8月のミドルズブラFC戦で初出場を飾って以降、テディ・シェリンガムと素晴らしいコンビを築いて加入1季目に2部での優勝に多大な貢献しており、退団までの公式戦128試合49得点を挙げる活躍は、別のクラブ最高記録となる移籍金へと繋がった。しかし、1990年3月に150万ポンドで移籍した1部のアストン・ヴィラFC、1991年夏に110万ポンドで移籍したスコティッシュ・プレミアリーグのセルティックFCではそれぞれ46試合11得点、24試合4得点と成功を収めることは出来ず、セルティック移籍から7ヶ月後の1992年2月にトム・ボイドとのトレードで加入したチェルシーFCでも40試合8得点と印象付けることに失敗し、1994年にはFAカップ決勝戦に出場するも、結果を残せずタイトルを獲得出来ずにいた。その不振は、チェルシーのケン・ベイツ会長やセルティックのリアム・ブレイディ監督から激しい叱責を受け、ファンからもブーイングされる程だった。

#### フランス
チェルシー退団後にフランスへ活動の場を移したカスカリーノは、それまでの苦しい時期と一転して得点を量産する活躍から「Tony Goal」の愛称を得ていた。1994年8月、スキャンダルによってリーグ・ドゥへの降格処分を受けていた強豪オリンピック・マルセイユと契約し、2部ながらも2季連続得点王に輝く活躍でリーグ・アン復帰に導く（1季目は金融問題により昇格出来ず）。1996年から在籍したASナンシーでは、1度降格を経験する等、決して順調ではないチーム状況だったが、ラースロー・ベレニ監督の下でパブロ・コレア (en) とコンビを組んで得点を量産し、ナンシーでの最後となった1999-2000シーズンにおいて、37歳ながらもリーグ・アンで15得点を挙げた。
現役引退を示唆する中、2000年4月にレッドスターFC93から素晴らしいオファーが届いたために1年契約で合意し、3部に該当するフランス全国選手権でプレーすることになった。しかし、ジャック・ルメー (en) 監督はフォワードにパトリック・ヴァン・ケッツ (en) を据えることを決定しており、クラブ幹部のミシェル・ムーランからは自身に合うシステムはないと戦力外同然の言葉を掛けられたことも相まって、2試合目に途中出場した後に現役引退を表明し、8月19日に契約終了となった。なお、それから1週間後に前所属のナンシーから復帰のオファーがあったが、拒否している。

### 代表
両親はイギリス人であり、自身もイングランドに生まれたものの、母方の祖父がアイルランド共和国のウェストポート出身のためにグラニー・ルールが適用され、アイルランド代表の出場資格を得ており、1985年9月11日の1986 FIFAワールドカップ・ヨーロッパ予選のスイス戦で初出場を飾って以降、空中戦の強さで88試合19得点を記録し、ロビー・キーンによって塗り替えられるまで代表最多得点者だった。また、UEFA欧州選手権1988、1990 FIFAワールドカップではチームの主力としてプレーし、1994 FIFAワールドカップでは負傷により欠場したナイアル・クインの分まで更なる奮闘が期待され、グループリーグ突破に重要な鍵として目されていた。しかし、大会前に脹脛を負傷したことでベスト16のオランダ戦での途中出場にとどまった。
1999年のUEFA EURO 2000予選でのトルコ戦で引き分けとなり、本大会進出失敗が決定した後に代表引退を表明した。

#### アイルランドの市民権
2000年10月に自伝Full Time: The Secret life of Tony Cascarinoが出版され、その一部がサンデー・ミラー紙に掲載されると、1996年に母と祖父に直接的な血縁関係にないことを自身の母から明かされ「自分は代表でプレーする資格がなく、アイルランド人ではなかった」との内容に全国紙の見出しとなり、この発表にアイルランドサッカー協会の最高責任者は衝撃を受け、ジャッキー・チャールトン監督は情報開示に疑問を示した。また、自伝には代表での同僚であったクインとアンディ・タウンゼント (en) に相談をしていたことも綴られていた。
騒動から4日後の11月にアイルランドサッカー協会は、常にアイルランド代表でプレーする資格があり、障害はなかったと発表した。また、アイリッシュ・インディペンデント紙は、カスカリーノの母の名前が代表デビュー前の1985年に外国出生登録に登録されたことでカスカリーノがパスポートを与えられていたと報じた。

### 引退後
現役引退後は、テレビ番組Celebrity Poker Clubに出演し、PartyPokerでコメンテーターを務める等、セミプロのポーカー選手として仕事をしながらも、2002年からは、スポーツラジオ局のTalksportに入社し、2005年に退社するまで務め、2004年にDrive timeの司会を務めていた。
2011年には、アイルランド放送協会によるリアリティ番組Celebrity Bainisteoirに出演し、そこでゲーリックフットボールチームを率い、ポール・ガーゴディー率いるチームを決勝で延長の末に破って優勝した。

#### 自伝
2000年に出版した自伝Full Time: The Secret life of Tony Cascarinoには、市民権の問題の他、私生活やクラブでの内情を明かしており、その内容に批評家から称賛を得ている。その1つにオリンピック・マルセイユ時代にベルナール・タピ会長の個人医から試合前にパフォーマンスを向上させる謎の物質を注射されたと綴り、2003年にもタイムズの自身のコラムにおいて、「アドレナリンを刺激するものと聞かされたし、何かは正確には分からないが、違法なものだったと99%確信している」「自分を含め、多くの他の選手も受けていた」と暴露した。なお、当時のクラブの医師は「マルセイユにドーピングはなかったし、カスカリーノは液体状でビタミンを2、3回摂取しただけ」と完全に否定している。

### 私生活
1988年7月に一般人の女性と結婚し、2人の息子を授かる。しかし、フランスへ渡った際にフランス人の一般人の女性と不倫した末に娘をもつことになり、1996年夏に前妻との離婚を選択した。フランス人女性とは2000年6月に結婚し、長女を含む3人の子供を授かるが、8年後に妻は子供全員を連れてフランスへ去っていった。

## 獲得タイトル

### クラブ
ミルウォールFC
- フットボールリーグ・セカンドディヴィジョン : 1996-97

オリンピック・マルセイユ
- リーグ・ドゥ : 1994-95

ASナンシー
- リーグ・ドゥ : 1997-98

### 個人
- フットボールリーグ・サードディヴィジョン年間ベストイレブン : 1984-85, 1985-86, 1986-87
- リーグ・ドゥ得点王 : 1994-95, 1995-96